# Gymnotus sylvius
Gymnotus sylvius is een straalvinnige vissensoort uit de familie van de mesalen (Gymnotidae). De wetenschappelijke naam van de soort is voor het eerst geldig gepubliceerd in 1999 door Albert & Fernandes-Matioli.